# Noah Persson
Noah Karl Anders Persson, född 16 juli 2003, är en svensk fotbollsspelare som spelar för det schweiziska laget Young Boys och representeras av fotbollsagenturen Full Potential Agency.

## Klubblagskarriär
Noah Perssons moderklubb är Asarums IF. Som 15-åring gjorde han flytten till Mjällby AIF. 
Kort efter sin 18-årsdag gjorde han sin allsvenska debut i Mjällby AIF, då han stod för ett inhopp som ytterback i 2-2-matchen mot Örebro SK den 7 augusti 2021. Senare samma månad skrev Persson på sitt första A-lagskontrakt med Mjällby AIF.
Den 7 februari 2023 värvades Persson av schweiziska Young Boys, men lånades direkt tillbaka till Mjällby på ett låneavtal fram till maj. Han blev samtidigt Mjällbys största försäljning genom tiderna (över 10 miljoner kronor), ett rekord som dock slogs redan under sommaren 2023 då Otto Rosengren såldes till Malmö FF för över 15 miljoner kronor.

## Landslagskarriär
Inför svenska landslagets januariturné i Portugal 2023 meddelade Janne Andersson att Persson hade platsat i landslaget. Persson gjorde sin landslagsdebut när han startade i Sveriges 2–0 vinst mot Finland den 9 januari 2023.

## Statistik
| Klubb              | Säsong             | Liga                | Liga    | Liga | Nationell cup | Nationell cup | Totalt  | Totalt |
| Klubb              | Säsong             | Division            | Matcher | Mål  | Matcher       | Mål           | Matcher | Mål    |
| ------------------ | ------------------ | ------------------- | ------- | ---- | ------------- | ------------- | ------- | ------ |
| Asarums IF U       | 2018               | Division 5 Blekinge | 10      | 3    | —             | —             | 10      | 3      |
| Mjällby AIF        | 2021               | Allsvenskan         | 10      | 0    | 1             | 0             | 11      | 0      |
| Totalt i karriären | Totalt i karriären | Totalt i karriären  | 20      | 3    | 1             | 0             | 21      | 3      |